# Zeberio
Zeberio – gmina w Hiszpanii, w prowincji Biskaja, w Kraju Basków, o powierzchni 47,15 km². W 2011 roku gmina liczyła 1075 mieszkańców.